# Don't Be a Sucker
Don't Be a Sucker (traduzione letterale: Non essere stupido) è un film cortometraggio realizzato nel 1943, durante la seconda guerra mondiale, dal Corpo di divulgazione e propaganda del Dipartimento della guerra degli Stati Uniti d'America per l'esclusivo uso delle forze armate. Nel 1947 ne fu montata una versione più breve.

## Trama
Un americano, mentre ascolta un comizio di un politicante razzista e bigotto che usa parole di odio contro le minoranze etniche e religiose e contro gli immigrati, viene avvicinato da un distinto signore, anche lui americano ma di origine ungherese, fuggito dalla Germania nazista (forse un sopravvissuto all'Olocausto). Egli gli spiega come tale retorica e demagogia abbiano permesso ai Nazisti di salire al potere in Germania durante la Repubblica di Weimar, e avverte che gli americani non devono assolutamente cadere in errore per una simile demagogia propagata da altri americani razzisti e bigotti.

## Obiettivo
Fu un manifesto di propaganda antirazzista e antifascista, realizzato con lo scopo di educare gli spettatori contro il pregiudizio e le discriminazioni. Dopo la guerra, venne divulgata una versione abbreviata del film che fu ampiamente mostrata sia sotto il profilo commerciale, sia sotto l'aspetto educativo anche nelle scuole. Nel 1947 il Dipartimento di ricerca scientifica del Comitato ebraico americano si impegnò a studiare l'impatto del film (, i dati sono stati raccolti con la collaborazione dell'Istituto di ricerca sociale). Il film è stato realizzato anche per propugnare la desegregazione nelle Forze armate degli Stati Uniti.

## Nella cultura di massa
Nell'agosto 2017 il cortometraggio è diventato virale su Internet all'indomani del violento raduno della destra americana a Charlottesville, in Virginia. Dopo la violenza di Charlottesville, il video di propaganda antifascista della seconda guerra mondiale trova un nuovo pubblico e varie copie sono state caricate su siti di video sharing nell'anno successivo.

### In Italia
Viene riproposto in rete coi sottotitoli, sia intero che in spezzoni, dopo le elezioni politiche del 2018, e la formazione del nuovo Governo italiano Lega Nord-Movimento 5 Stelle, con la nomina a Ministro dell'Interno di Matteo Salvini per le sue idee di modifica sulle leggi di accoglienza migranti; era comunque già presente in rete con i sottotitoli in italiano da diversi anni.

## Galleria d'immagini

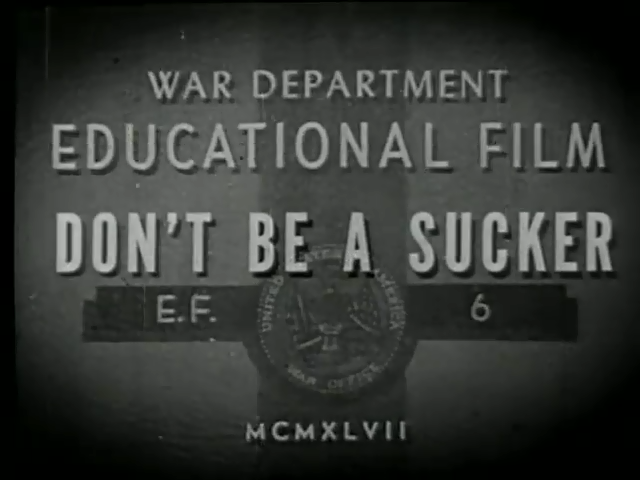
00:00:00
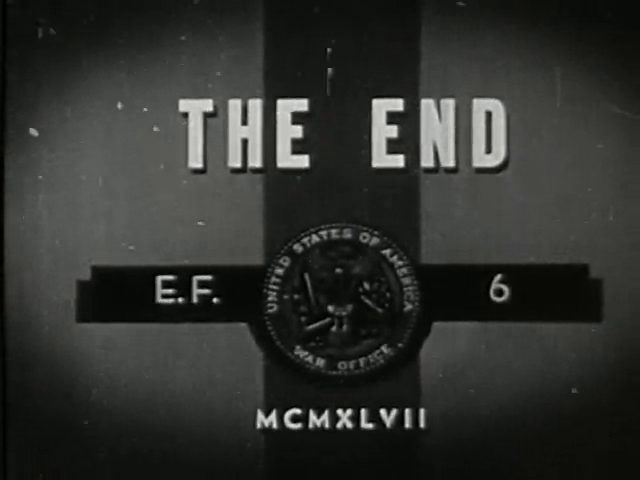
00:17:08
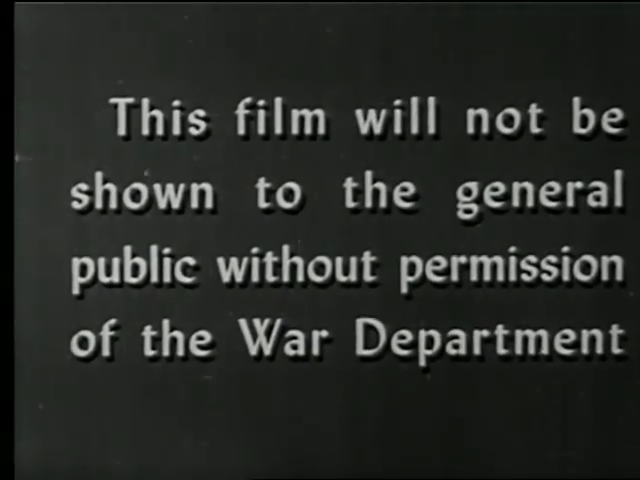
00:17:14